# Болгар, Михаил Израилович
Михаи́л Израи́лович Болга́р (10 декабря 1948, Челябинская область, Сосновский район — 16 августа 2003, Бурятия, Окинский район, река Китой, ущелье Моткины Щёки) — специалист по спортивному туризму, Заслуженный путешественник России (2001), кандидат в мастера спорта СССР (1972), участник и руководитель водных походов различных категорий сложности (по VI включительно), чемпион СССР (в составе команды В. Р. Мустафина) по туризму (1974), участник первопрохождения реки Хайверга (приток Большого Патома) на плоту (1979), руководитель (2001—2003) Челябинской областной маршрутно-квалификационной комиссии, президент Челябинской областной федерации спортивного туризма, инструктор международного класса, гид-проводник международного класса.
Михаил Болгар внёс существенный вклад в развитие отечественного спортивного туризма, что обеспечило ему заслуженный авторитет и признание не только у туристской общественности Челябинской области, но и за её пределами. Работал в конструкторском бюро ФГУП ПО «Полёт».
Погиб в водном походе V категории сложности по реке Китой в ущелье Моткины Щёки во время паводка, первоначально похоронен недалеко от места гибели, в том же году перезахоронен в Челябинске на Успенском кладбище. В ущелье Моткины Щёки установлена памятная табличка. Памяти М. И. Болгара посвящены проводимые ежегодно на пороге Ревун (река Исеть, Каменский район Свердловской области) соревнования по технике водного туризма.